# Rod White
Rodney (Rod) White (Sharon (Pennsylvania), 3 januari 1977) is een Amerikaanse boogschutter.
White deed een aantal keren mee aan de Olympische Spelen. In Atlanta (1996) behaalde hij met teamgenoten Justin Huish en Butch Johnson de gouden medaille. In Sydney (2000) werd zijn team (met Johnson en Vic Wunderle) derde en behaalde de bronzen medaille.
In Whites woonplaats Hermitage werd in 1996 het 'Rodney White Olympic Park' naar hem vernoemd. Hij is oprichter van Land and Game, een makelaardij in onroerend goed, gespecialiseerd in grond om te jagen.
1988: Chun/Lee/Park ·
1992: Holgado/Menéndez/Vázquez ·
1996: Huish/Johnson/White ·
2000: Jang/Kim/Ok ·
2004: Im/Jang/Park ·
2008: Im/Lee/Park ·
2012: Frangilli/Galiazzo/Nespoli ·
2016: Kim/Ku/Lee ·
2020: Kim J/Kim W/Oh ·
2024: Kim J/Kim W/Lee